# Argos Orestiko
Argos Orestiko (græsk: Άργος Ορεστικό), før 1926 Chroupista (græsk: Χρούπιστα; aromunsk: Hrupishte) er en by og en tidligere kommune i Kastorias regionale enhedi Grækenland. Siden kommunalreformen i 2011 er den en del af kommunen Orestida, som den er hovedsæde for og en kommunal enhed i.
 Kommunen har et areal på 206,396 km2.

## Historie

### Antikken
I antikken var Argos Orestikon hovedbyen i Orestae. Den skulle efter sigende være grundlagt af Orestes, søn af Agamemnon, der flygtede fra Argos i Peloponnes efter mordet på sin mor.
Den nøjagtige placering af det klassiske Argos Orestikon er ikke blevet fundet. Baseret på epigrafiske beviser lå Orestaernes administrative centrum tæt på centrum af den nuværende by Argos Orestiko, på et sted kaldet "Armenochori". Under Alexander den Stores felttog mod øst grundlagde bosættere fra byen et andet Argos Orestikon til fjerne skytiske stepper i løbet af det 4. århundrede f.Kr.

### Moderne periode
I hvert fald siden det 16. århundrede har Argos Orestiko haft en bemærkelsesværdig årlig handelsmesse.
Mod slutningen af det 18. århundrede bosatte Aromanians fra Moscopole sig i byen; senere fulgte flere efter fra landsbyerne Gramosta og Samarina. Ifølge en statistisk rapport fra den britiske oberst Henry Synge, dateret 12. juni 1878, havde kaza af Chroupista (Argos Orestiko) 4.565 græske og 4.220 aromanske mænd, der var ortodokse kristne og anerkendte Den ortodokse kirke i Konstantinopel (som modsatte sig det bulgarske eksarkat); den havde også 2.290 muslimske mænd. Ved århundredeskiftet var byen Argos Orestiko beboet af grækere, aromanians, bulgarere og tyrkere.  I slutningen af det 19. århundrede havde byen en række græske skoler, men også en bulgarsk og rumænsk; på det tidspunkt var det græske sprog fremherskende i byen, selv blandt aromanere og bulgarere, og især førstnævnte havde en græsk national bevidsthed. 
Den nationale lufthavn i Kastoria, "Aristotelis", ligger i Argos Orestiko.